# ZZ Bootis
Désignations
ZZ Bootis est une étoile binaire variable de type Algol de la constellation du Bouvier, située à 350 ± 1 a.l. (∼ 107 pc) de la Terre.